# Isla Incahuasi
Isla Incahuasi, Inkawasi ou Ika Wasi, é uma das 33 “ilhas” do Salar de Uyuni (sendo uma das 10 ilhas “abertas à visitação” deste Salar), que é o maior deserto de sal do mundo, e que fica localizado no Departamento de Potosí e no Departamento de Oruro, no sudoeste da Bolívia.
A origem de seu nome está na Língua quíchua – Inka (Inca) e Wasi (casa), ou seja, casa dos incas, já que, aparentemente, os incas faziam paradas nesse local em suas andanças pela região.
Possui uma área é de 246.200 metros quadrados, e é considerada uma "ilha" por constituir-se numa pequena elevação de terra, cercada de sal por todos os lados, sendo o que restou do topo de um vulcão que ficou submerso durante muitos anos.

## Atrações
No ponto mais alto da ilha há um mirante na Plaza 1° de Agosto. Dali é possível ter uma visão em 360° da região, além de poder parar para descansar em um dos banquinhos antes de iniciar a descida.
Outra "atração" da ilha é o Arco de Coral, uma formação natural composta por estruturas frágeis que lembram corais e outros depósitos como fósseis e algas, e um trecho da descida se dá por uma caverna. Não é permitido tocar nas paredes do arco para evitar danos.